# Wilhelm von Humboldt
 (novembre 2019).
 (novembre 2019).
Pour les articles homonymes, voir Humboldt.
Friedrich Wilhelm Christian Karl Ferdinand Freiherr von Humboldt, plus connu sous le nom Wilhelm von Humboldt (en français, Guillaume de Humboldt), né à Potsdam le 22 juin 1767 et mort à Tegel le 8 avril 1835, est un philosophe, linguiste et haut fonctionnaire prussien. Il fut à l'initiative et participa à la fondation de l'université de Berlin, dans le cadre de son projet de réforme libérale de l'éducation allemande et européenne.
Par ses contributions majeures à la philosophie du langage, il est l'un des pionniers des sciences de l'éducation. Il fut l'architecte principal du système prussien d'éducation, qui a  inspiré les systèmes d'éducation de pays comme les États-Unis ou le Japon.

## Biographie

### Jeunesse
Né le 22 juin 1767 à Potsdam, Wilhelm von Humboldt est le fils du chambellan et major général prussien Alexander Georg von Humboldt (de) (1720-1779) et de Marie-Elisabeth von Humboldt. Elle organise son instruction en faisant appel à de nombreux professeurs. Son éducation, ainsi que celle de son frère cadet Alexandre, est ainsi confiée à Joachim Heinrich Campe, représentant tardif du philanthropisme allemand, puis à Gottlob Johann Christian Kunth (de) de 1777 à 1788.
Son père décède en 1779.

### Études
Il étudie les sciences, le grec et le français, reçoit une introduction à la philosophie et à l'administration. Il étudie d'abord à l'université brandebourgeoise de Francfort. Il la quitte au bout d'un semestre. Il étudie durant trois semestres la philologie et les sciences à l'université de Göttingen avec Georg Christoph Lichtenberg.

### Voyageur et haut fonctionnaire
En janvier 1789, Wilhelm von Humboldt entre au service de l'État prussien comme conseiller référendaire à la Cour d'appel de Berlin. Il quitte ce poste au bout d'un an.
Après la prise de la Bastille, en juillet 1789, il effectue avec J.H. Campe un voyage à Paris.
De 1797 à 1799, Humboldt vit à Paris. Il voyage ensuite en Espagne et, surtout, au Pays basque.
À partir de 1802, Humboldt est diplomate (ministre prussien plénipotentiaire) à Rome, puis ambassadeur à Vienne (1812) ; il participe au congrès de Prague en 1813. Représentant de la Prusse avec Hardenberg au congrès de Vienne, il défend contre la France vaincue une ligne assez dure. Avec Heinrich Friedrich Karl vom Stein, il a une action déterminante au sein du gouvernement jusqu'en 1819. Il prend alors sa retraite, en raison de son opposition aux idées réactionnaires qui prédominaient.
Ministre prussien de l'Éducation en 1809-1810, il réforme le système scolaire. Il se fonde sur les idées de Johann Heinrich Pestalozzi : il envoie les professeurs prussiens étudier ses méthodes en Suisse.
Humboldt fonde en 1810, à Berlin, l'Alma Mater Berolinensis, université qui porte aujourd'hui son nom.
Entre 1817 et 1818, il est envoyé de Prusse à Londres comme diplomate.

### Dernières années
À partir de 1819, il se consacre à l'étude du langage. Il devient l'objet des moqueries d'un autre écrivain et diplomate, Chateaubriand.
Il est élu associé étranger de l'Académie des inscriptions et belles-lettres en 1825.
Il décède le 8 avril 1835, à 67 ans, au château de Tegel (Humboldt Schlösschen), possession de la famille Humboldt depuis la fin du XVIIIe siècle.

## Œuvre

### En philosophie

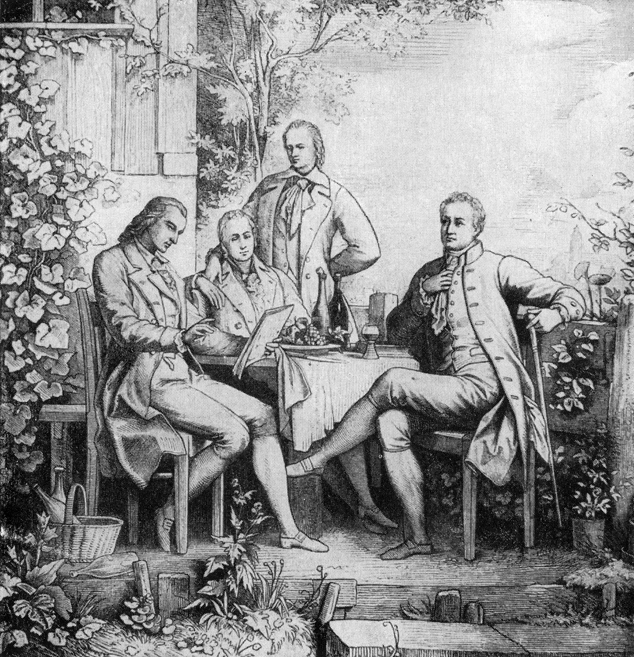
Schiller, Wilhelm et Alexander von Humboldt et Goethe à Iéna (vers 1797).

Humboldt rejette toute philosophie systématique. Il s'intéresse à des domaines variés, de la sexualité à l'histoire, en passant par la religion.
Sans avoir connu personnellement Emmanuel Kant ou le Berlinois Moses Mendelssohn, doyens de la philosophie allemande de l’époque, Humboldt les cite comme des influences majeures de son parcours intellectuel. La Critique de la raison pure d'Emmanuel Kant inspire sa pensée grammaticale, la deuxième et la troisième critique son anthropologie et son esthétique. Humboldt est l'ami de Goethe et de Friedrich von Schiller : ils lui inspirent ses réflexions esthétiques.
Il écrit en 1791-1792 À propos des limites de l'action de l'État. Cet ouvrage ne sera publié qu'en 1850 (après sa mort) et constitue un plaidoyer en faveur des libertés des Lumières. Il influence l'essai À propos de la Liberté de John Stuart Mill, grâce auquel les idées d'Humboldt pénètrent le monde britannique. 
Son ouvrage, Les limites de l'action de l'État, prend la défense des libertés fondamentales : celles-ci ne doivent être attribuées qu'après un examen minutieux de la situation de l'Homme et de son degré de maturité. Mais il ne donne pas de réponse à la question de l'élaboration d'une constitution « idéale », adéquate au développement optimal de l'homme ; cet ouvrage esquisse les critères à respecter pour faire coïncider théorie et réalité de la nature humaine.
Humboldt est l'inventeur de concepts qui relèvent de thèmes appartenant aux domaines des sciences humaines [réf. nécessaire]. C'est ce qui a conduit paradoxalement à négliger sa pensée propre [réf. nécessaire]. Il a parfois été réduit au rôle de simple précurseur de la pensée contemporaine (Martin Heidegger, Jürgen Habermas, Ernst Cassirer, Eric Weil ou encore Noam Chomsky [réf. nécessaire]. 
En 2006, Alexis Philonenko a rapproché Humboldt de Bergson. Il affirme que Humboldt serait resté prisonnier, contrairement à Bergson, de la scolastique et d'Aristote. Il faut noter la dimension libérale de sa pensée politique et de sa philosophie de l'histoire. [réf. nécessaire].

### Pédagogie
En tant que ministre prussien de l'éducation, il supervise le système des « Technische Hochschulen » et des « Gymnasien ».
Ses Plans de réforme de l'école prussienne sont publiés après sa mort, conjointement à un fragment de son traité sur la Théorie humaine de l'éducation, écrit aux alentours de 1793. Humboldt y affirme : 

« La tâche ultime de notre existence est d'accorder la plus grande place au concept d'humanité dans notre propre personne (…) à travers l'impact de nos actions dans nos vies ». Tâche qui peut « s'établir uniquement par les liens établis entre nous en tant qu'individus, et par ceux qui nous lient avec le monde qui nous entoure. »

Il insiste sur le fait que « l'éducation individuelle ne peut continuer que dans le contexte plus large du développement du monde. »
En d'autres termes : l'individu n'a pas seulement le droit, mais le devoir de participer au développement du monde qui l'entoure.
Dans sa Théorie de l'éducation humaine il examine les « demandes qui s'adressent à la Nation et à une Époque de la race humaine ». La vérité et la vertu de l'éducation doivent être propagées de façon que le concept d'humanité se concrétise de manière ample et digne chez chaque individu. Pour autant, cela doit être entrepris par chaque individu qui doit « absorber une grande quantité d'éléments qui lui sont présentés par le monde qui l'entoure, ainsi que par son existence propre, en utilisant toutes ses facultés de réception . Qu'il doit ensuite retraiter avec toute l'énergie dont il peut faire preuve, et se les approprier de façon à établir une interaction entre lui-même et la nature selon la forme la plus large, la plus active et la plus harmonieuse ».
Son idéal d'éducation est fortement imprégné de considérations sociales. Il n'a jamais cru que « la race humaine puisse atteindre une quelconque perfection générale, conçue en termes abstraits. ». Il note dans son Journal en 1789 : « L'éducation de l'individu suppose son incorporation dans la société et mobilise largement ses liens avec celle-ci. »
La création de l'université de Berlin  fait de lui un visionnaire en matière de recherche et de pédagogie, capable de comprendre pourquoi il est nécessaire de confronter les disciplines pour faire avancer le savoir sans préjugés. L'Université ne reflète pas un système philosophique, elle est fondée sur la libre recherche et la collaboration entre étudiants et professeurs.

### Linguistique
Lucien Tesnière considérait Humboldt comme « un linguiste de grande classe, aux intuitions de génie ».
Une Introduction à la pensée du langage de Humboldt est accessible en ligne grâce à une série d'interventions de Jurgen Trabant dans le cadre du Rouen Ethnolinguistics Project. Ces interventions donnent un regard analytique et synthétique sur les questions centrales dans la pensée de Humboldt (ethnolinguistique, vision du monde, Bildung, conceptualisation, et traduction).
De 1797 à 1799, Humboldt vit à Paris : il mesure le fossé entre la philosophie kantienne et la philosophie française des Idéologues. Les Idéologues pensaient bien la différence des langues, mais dans un contexte mental trop empiriste ou sensualiste.

À la fin de son séjour parisien, il voyage en Espagne et surtout au Pays basque. Il découvre la langue et la culture basques. Il va mettre en place, avec cent cinquante ans d'avance, les principes de la description linguistique moderne : l'étude des langues en synchronie, l'étude descriptive et non prescriptive, l'importance du corpus et des informateurs ainsi que l'importance de catégories grammaticales, décrivant précisément les phénomènes propres à la langue étudiée. Cela le conduit à rejeter la pertinence des catégories de la grammaire latine pour une langue comme le basque. Entre 1827 et 1829, il tente de repenser dans toute sa généralité la grammaire universelle.

### L'importance de la culture
Malgré sa carrière au service de l'État, Humboldt considèrera toute sa vie que la culture de soi, la Bildung, est essentielle, plus que le service de l'État. L'individu n'est pas réductible à son rôle dans l'histoire. Ce libéralisme singulier, rien moins qu'économique, conduit Humboldt à s'intéresser à la philosophie politique, à l'esthétique, à la philosophie de l'histoire, mais également à la religion, dans une perspective moins chrétienne que platonicienne, voire hindoue (commentaire de la Bhagavad Gita). La puissance créatrice, qui constitue le fond de l'univers culturel et anthropologique, se manifeste aussi bien dans les réalités individuelles que collectives.

## Héritage

### La multiplicité des langues et les universaux du langage
(novembre 2018).
- Si vous ne connaissez pas le sujet, laissez ce bandeau (vous pouvez alors contacter les auteurs).
- Si vous supprimez le contenu mis en cause (vous pouvez préalablement contacter les auteurs),

argumentez précisément cette suppression dans la page de discussion
(un manque de référence n'est pas un argument ; une recherche réelle de référence doit avoir été effectuée, être formellement documentée).
 (novembre 2018).
De ses travaux, il est principalement retenu sa philosophie de la langue, qui est notamment mise en avant par Ernst Cassirer dans sa philosophie des formes symboliques, mais aussi, plus généralement et plus vaguement, ce que l'on a appelé l'hypothèse humboldtienne, que rejoint plus tard l'hypothèse Sapir-Whorf, laquelle veut que les catégories de la langue parlée prédéterminent nos catégories de pensée. Chaque langue renfermerait une vision du monde irréductible.
C'est là négliger l'intérêt d'Humboldt pour la dimension universelle du langage [réf. nécessaire]. Ce n'est que dans la langue que la pensée peut prendre conscience d'elle-même, passer du mouvement informe aux catégories définies. La phrase constitue une synthèse de la sensibilité et de la catégorie de pensée. Le mot confère à la pensée l'objectivité, sans pourtant se séparer des forces de la subjectivité, puisque le mot n'existe que dans la mesure où il est compris. Autrui en répétant mes paroles leur confère une objectivité accrue. Le circuit qui conduit de la phonation à l'audition doit être rapproché de cette dialectique constituée par l'objectivation de la pensée dans l'expression et par la reprise de l'énoncé dans la subjectivité (Introduction à l'œuvre sur le kavi).
On met également souvent l'accent sur sa typologie des langues. Pour autant, Humboldt n'a jamais perdu de vue la recherche des universaux de langage. Il se sert de la catégorisation en langues à flexion (sanscrit, grec, latin, russe, allemand), langues agglutinantes (basque, turc, finnois, hongrois), langues polysynthétiques (nahuatl) et langues isolantes (chinois). À propos du chinois, après avoir défendu la thèse qu'il s'agissait d'une langue sans formalité propre, il fut amené par le sinologue français Abel-Rémusat à réviser sa position.
Le concept de forme de la langue n'en correspond pas moins à un effort pour penser la langue comme une réalité autonome, par-delà la multiplicité des formes lexicales et grammaticales. La langue n'est donc pas que le reflet de la psychologie nationale, encore moins un arsenal de formes dont se serviraient les locuteurs. Il faut lui reconnaître un style et une créativité propres, d'où les notions, souvent mal comprises, de caractère, ou encore de forme interne de la langue. (Référence : H. Dilberman, « W. von Humboldt et l'invention de la forme de la langue », in Revue philosophique de la France et de l'étranger, no 2, 2006.)
La réception de Humboldt s'avère encore difficile. Trabant et Thouard ont contribué à dissiper une confusion entre Weltanschauung et Weltansicht en français. C'est ce dernier concept qui est fondamental pour Humboldt. Le premier est associé à une idéologie, et le deuxième désigne la vision du monde ancrée dans la langue. On observe la même confusion en anglais. C'est pour cette raison qu'Underhill propose de faire une distinction entre cinq formes de worldview : world-perceiving, world-conceiving, cultural mindset, personal world et perspective. En anglais l'absence d'une distinction nette, et une absence de recherche sur le discours dans les études multilingues, limitent quelque peu l'envergure du projet ethnolinguistique de Humboldt. C'est peut-être pour cette raison que Humboldt ne figure pas parmi les influences sur la linguistic anthropology'. Anna Wierzbicka et Underhill (2011 et 2012) œuvrent en anglais pour promouvoir un projet plus proche de celui de Humboldt dans la linguistique des pays anglophones.
En 1834, il baptise la famille des langues austronésiennes, étendue à l'île de Pâques, « malayo-polynésienne » dans Über die Kawi-Sprache auf der Insel Java (1836-39, publication posthume). Le kawi est une langue littéraire ancienne parlée à Java. Cette œuvre est désormais considérée comme exemplaire en matière linguistique [réf. nécessaire].
C'est son frère, Alexander von Humboldt, qui publia notamment son œuvre posthume, Sur la diversité de construction des langues et leur influence sur le développement de la pensée humaine, connue encore sous le titre de Introduction à l'œuvre sur le kavi. Pierre Caussat l'a traduite en français. Le spécialiste français de l'herméneutique, Denis Thouard, a publié un ouvrage sur Humboldt en 2016 soulignant à la fois les aspirations universelles de son étude de la faculté langagière et la manière dont les communautés linguistiques et les individus façonnent et reformulent leurs ressources linguistiques partagées. Et en anglais en 2017, Marko Pajević et David Nolwell Smith ont édité et publié un livre d'essais sur la contribution de Humboldt à la pensée linguistique dans 'l'Anglosphère', à la traductologie et au respect de l'altérité dans le dialogue, dans la pensée et dans l'éthique.

### La redécouverte contemporaine de Humboldt
Dès le XIXe siècle, le philosophe français Antoine Augustin Cournot avait apprécié l'œuvre des frères Humboldt, qu'il cite. On peut en particulier rapprocher sa théorie du hasard comme rencontre de plusieurs séries causales indépendantes, d'un fragment du jeune Humboldt rédigé en 1791, Sur les lois du développement des forces humaines, où Humboldt comparait les futures sciences humaines au modèle physique de la causalité. Il est vrai que Cournot ne pouvait avoir connaissance de ce brouillon, inédit à l'époque. De même, l'idée que l'ordre historique existe, mais n'est pas déterministe, qu'il tient le milieu entre les séries aléatoires et les lois physiques, qu'il exprime des effets de structure, fonction d'un vitalisme qui dépasse la raison individuelle, peut être rapprochée de la philosophie du jeune Humboldt, de ses nombreux travaux sur l'histoire et l'historiographie.
Dans le monde germanique, ce sont surtout Cassirer et Heidegger qui, avant Jürgen Habermas, ont insisté sur le caractère fondamental de la réflexion humboldtienne, moins celle du jeune Humboldt que celle du linguiste. Le psychologue et linguiste Karl Bühler cite lui aussi abondamment Humboldt. Mais chacun de ces auteurs met en lumière des aspects bien différents des conceptions humboldtiennes. Bühler analyse la grammaire profonde des langues en invoquant la notion d'une forme interne qui guide différentiellement l'appréhension des états de choses; par exemple, les langues indo-européennes expriment la réalité en partant de l'événement (verbe), puis déterminent cet événement en indiquant qui agit et sur qui ou quoi. Cassirer en a retenu le kantisme, l'idée que la culture exprime des fonctions et des structures qui ne sont pas le produit de l'intellect abstrait, mais de l'imagination symbolique. Heidegger rapproche de sa conception de l'Être et du Temps la conception humboldtienne d'une activité qui surplombe le temps et s'y exprime de manière intempestive. Enfin Habermas apprécie dans la linguistique de Humboldt moins son pré-structuralisme que son herméneutique dialogique, inséparable de l'éthique de la Bildung.
En Union soviétique, Gustav G. Chpet (1927) a voulu purifier la philosophie humboldtienne du langage de sa dimension métaphysique. La pensée se fait à même l'expression, la subjectivité est en soi symbolique et sociale, c'est une poétique. Il y a une parenté profonde entre la poétique et la genèse du langage. Ainsi, le poème qui chante la locomotive siffle et halète comme une locomotive. En fin de compte, la forme interne qui travaille la langue est intermédiaire entre la forme logique et la forme de l'objet lui-même. C'est une force lourde de sens possibles, intuitive, mais qui donne naissance à la forme, toujours expressive et poétique. Cela se voit mieux dans la genèse du mot que dans celle de la syntaxe.
De son côté, le linguiste américain Noam Chomsky a privilégié le rationalisme de Humboldt, et a retenu que toute langue exprime dans des structures grammaticales en apparence différentes le même entendement universel, ce qui ferait de Humboldt un linguiste… cartésien. Il a en revanche, comme Cassirer, rejeté la dimension romantique de sa pensée.
John Stuart Mill s'en était également inspiré, au XIXe siècle, comme moteur de son ouvrage On Liberty, où il montre l'importance du principe d'Humboldt, « l'absolue et essentielle importance du développement humain dans sa plus riche diversité », et les conditions de sa réalisation. Mill, prenant du recul face à l'utilitarisme, se prononce alors en faveur de la pensée politique d'Humboldt, pour une éducation politique de tous afin de préserver la liberté de l'individu face à l'État.
Humboldt fait aujourd'hui l'objet d'une redécouverte et d'une réévaluation de ses travaux de linguistique prolifiques et novateurs.
En France, Humboldt reste pourtant méconnu, malgré deux thèses monumentales, celles du germaniste Robert Leroux (Guillaume de Humboldt, la Formation de sa pensée jusqu'en 1794, 1932) et du philosophe Jean Quillien (L'Anthropologie philosophique de G. de Humboldt, 1991). Plus récemment, Henri Dilberman lui a consacré également une thèse de philosophie, L'Interprétation métaphysique et anthropologique du langage dans l'œuvre de W. von Humboldt.
Citons aussi les importants travaux du linguiste et poète Henri Meschonnic, qui se veut au plus près de la pensée authentique de Humboldt, de son mouvement propre, étranger à la philosophie universitaire.
En 2006, le célèbre commentateur de Kant, Alexis Philonenko, lui a consacré un essai, Humboldt à l'aube de la linguistique. Il y montre toute l'importance de Humboldt comme précurseur en linguistique et dans quelques autres sciences humaines. Philonenko, un peu comme Jean Quillien avant lui, se présente dans cet ouvrage comme le premier philosophe contemporain français qui a su redécouvrir Humboldt et le situer à sa place exacte dans l'histoire des idées. Comme Dilberman avant lui, il est sensible aux analogies entre la pensée de Humboldt et celle de Henri Bergson. Mais c'est pour souligner la supériorité philosophique du philosophe français. On peut regretter que Philonenko ait un peu trop tendance à souligner, comme avant lui Hegel ou Heidegger, les limites philosophiques de Humboldt, au lieu de montrer quels furent ses apports conceptuels et ses principales intuitions. Pierre Bange en 2014 suit une voie exactement inverse : il insiste sur l'incroyable richesse de la pensée de Humboldt, dont la méthode serait déjà celle de la pensée complexe chère à Edgar Morin, qui fait précéder la partie par le tout (par exemple page 16 de son livre La Philosophie du langage de Wilhelm von Humboldt). Tout se passe en fait comme si, périodiquement, les philosophes, comme les linguistes, croyaient redécouvrir Humboldt, et lire dans son œuvre les prémices obscures de leurs propres conceptions ou de leurs propres options philosophiques ou linguistiques. C'est que la pensée d'Humboldt, rarement saisie dans son originalité, constitue une réserve de sens pour la philosophie de l'avenir. « Humboldt, plus d'avenir que de passé », a pu dire Henri Meschonnic.
On a rapproché ainsi le concept humboldtien de « forme de la langue » du structuralisme[réf. nécessaire], sa vision dynamique du langage de la linguistique de la parole, le rôle qu'il attribue au dialogue entre les individus et les cultures de l'herméneutique contemporaine (Habermas). Ces évaluations sont souvent contradictoires, ce qui traduit moins l'obscurité de la pensée de Humboldt que sa richesse. Comme l'a montré le philosophe Jean Quillien, il est nécessaire aujourd'hui de replacer les découvertes d'Humboldt à l'intérieur de sa propre anthropologie philosophique, de son refus d'opposer l'individu et le collectif, mais aussi de dissoudre l'individu, ou la parole, dans la totalité d'une nation ou d'une langue.
Du côté des linguistes, les Presses universitaires de Nancy ont publié un numéro de la revue Verbum entièrement consacré à Humboldt. Les auteurs y proposent une vision très exacte, au plus près des sources, de l'apport de Humboldt.
Anne-Marie Chabrolle-Cerretini, éditrice de ce numéro, a publié en 2008 La Vision du monde de Wilhelm von Humboldt. Histoire d'un concept linguistique. Les commentateurs de Humboldt ne s'étaient guère rendu compte avant elle que c'est Humboldt qui a inventé l'expression de vision du monde, « Weltansicht », promise à un si bel avenir.

## Hommages
- Le Forum Humboldt, espace culturel consacré à l'art et à la science porte son nom à Berlin, sa ville natale[16].
- En 1949, l'Université Humboldt de Berlin prend le nom de Humboldt-Universität zu Berlin (Université Humboldt de Berlin) en honneur aux deux frères Humboldt qui sont représentés par des statues en son enceinte.

## Écrits
- Sokrates und Platon über die Gottheit (1787-1790)
- Über die Gesetze der Entwicklung der menschlichen Kräfte (fragment, 1791)
- Ideen zu einem Versuch, die Grenzen der Wirksamkeit des Staates zu bestimmen (Essai sur les limites de l'action de l'État) (1792) Ce texte, peut-être le plus célèbre de Humboldt, est devenu un classique du libéralisme politique.
- Über den Geschlechtsunterschied (1794)
- Über männliche und weibliche Form (1795)
- Plan einer vergleichenden Anthropologie (1797)
- Das achtzehnte Jahrhundert (1797)
- Ästhetische Versuche I. - Über Goethe's Hermann und Dorothea (1799).
- Latium und Hellas (1806)
- Geschichte des Verfalls und Untergangs der griechischen Freistaaten (1807-1808)
- Pindars "Olympische Oden" (traduit du grec ancien) (1816)
- Aischylos' "Agamemnon" (traduit du grec) (1816)
- Über das vergleichende Sprachstudium in Beziehung auf die verschiedenen Epochen der Sprachentwicklung (1820)
- Über die Aufgabe des Geschichtsschreibers (1821)
- Über die Entstehung der grammatischen Formen und ihren Einfluss auf die Ideenentwicklung (1822)
- Über die Buchstabenschrift und ihren Zusammenhang mit dem Sprachbau (1824)
- Notice sur la grammaire japonaise du P.Oyanguren (1826).
- Lettre à M. Abel-Rémusat sur la nature des formes grammaticales en général et sur le génie de la langue chinoise en particulier (1827).
- Bhagavad-Gita (1826), première traduction en allemand
- Über den Dualis (1827)
- Über die Sprache der Südseeinseln (1828)
- Über Schiller und den Gang seiner Geistesentwicklung (1830)
- Rezension von Goethes Zweitem römischem Aufenthalt (1830)
- Über die Verschiedenheit des menschlichen Sprachbaus und seinen Einfluss auf die geistige Entwicklung des Menschengeschlechts (1836) (Traduit en français par Pierre Caussat sous le titre Introduction à l'œuvre sur le kavi).

### Traductions de Humboldt en français et textes rédigés par lui en français
- Essai sur les langues du Nouveau Continent (1812).
- Notice sur la grammaire japonaise du P.Oyanguren (1826).
- Lettre sur la nature des formes grammaticales en général et sur le génie de la langue chinoise en particulier (1827).
- Lettre à M. Jacquet sur les alphabets de la Polynésie Asiatique (posthume).
- Vocabulaire de la langue taitienne (posthume).
- Journal parisien (1797-1799), Beyer (Elisabeth) (trad.), Solin / Actes Sud, 2001.
  - Journal parisien (1797-1799), Beyer (Elisabeth) (trad.), Trousson (Raymond) (notes), Paris, Honoré Champion, 2013.
- Introduction à l'œuvre sur le kavi et autres essais, Caussat (Pierre) (éditeur et trad.), Paris, Seuil, 1974.
- La Langue, source de la nation, Caussat (Pierre), Mardaga, 1996.
- Patrimoine littéraire européen. Anthologie en langue française sous la direction de Jean-Claude Polet, Caussat (Pierre), volume 11a, Renaissances nationales et conscience universelle, De Boeck Université, 1999.
- Essai sur les limites de l'action de l'État, Chrétien (Henry & Horn (Karen) (trads.), Paris, Les Belles Lettres, 2004.
- La Tâche de l'historien,cLaks (André), Disselkamp (Annette), Presses universitaires de Lille, 1985.
- Humboldt (Caroline de) (coautrice), Lettres à Geoffroi Schweighæuser, Laquiante (A.) (trad.), Berger-Levrault, 1893.
- Essais esthétiques sur Hermann et Dorothée de Goethe suivis d'un article en français adressé à Madame de Staël, Losfeld (Christophe) (trad.), Presses universitaires du Septentrion, 1999.
- Le dix-huitième siècle. Plan d'une anthropologie comparée, Losfeld (Christophe) (trad.), Quillien (Jean) (introduction), Presses universitaires de Lille, 1995.
- De l'esprit de l'humanité et autres essais sur le déploiement de soi, Mannoni (Olivier) (trad.), Wattenberg (Yves) (éditeur), éditions Premières Pierres, 2004.
- « De l'étude de l'Antiquité, grecque en particulier »; « Le Latium et l'Hellade ou Considérations sur l'Antiquité classique »; « Du caractère des Grecs, vision historique et idéale de celui-ci »; « Histoire de la décadence et de la chute des républiques grecques » in Espagne (Michel), Maufroy (Sandrine) (dir.), Maufroy (Sandrine) (trad.), L'hellénisme de Wilhelm von Humboldt et ses prolongements européens, Demopolis, 2016, p. 315-450.
- Instructions pour la réalisation d'une carte générale des langues. D'après une idée de J.W. von Goethe, Maufroy (Sandrine) (trad.), Cavero (Julien) (cartographe), éditions Rue d'Ulm, Versions françaises, 2020.
- Recherches sur les habitants primitifs de l'Espagne à l'aide de la langue basque, Marrast (M. A.) (trad.), librairie A. Franck, 1866.
- Anthologie de la linguistique allemande au XIXe siècle, Nerlich (Brigitte) (éditrice), Nodus Publikationer, Münster, 1988.
- Lettres édifiantes et curieuses sur la langue chinoise. Humboldt-Abel Remusat, Rousseau (Jean), Thouard (Denis)(éditeurs), éditions du Septentrion, 1999. Textes rédigés en français. la lettre à M. Abel-Rémusat.
- Sur le caractère national des langues, Thouard (Denis) (éditeur et trad.), Seuil, Essais, 2000 (édition bilingue).
- Rome. Poème, Schweighaeuser (J. G.) (trad.), imprimerie J. B. Sajou, 1808.
- De l'origine des formes grammaticales et de leur influence sur le développement des idées suivi de Lettre à M. Abel Rémusat (1859), Tonnellé (Alfred) (éditeur), éditions Ducros, 1969 (texte rédigé en français par Humboldt).